# Ткенекти
Ткенекти́ (каз. Тікенекті) — село у складі Нуринського району Карагандинської області Казахстану. Адміністративний центр Сариозенського сільського округу.
Населення — 202 особи (2021; 228 у 2009, 499 у 1999, 842 у 1989).
Національний склад станом на 1989 рік:
- казахи — 100 %.